# Garota de Ipanema
Garota de Ipanema (La ragazza di Ipanema, The Girl from Ipanema nella versione in inglese) è una canzone composta da Vinícius de Moraes e Antônio Carlos Jobim.

## La storia

### Origine

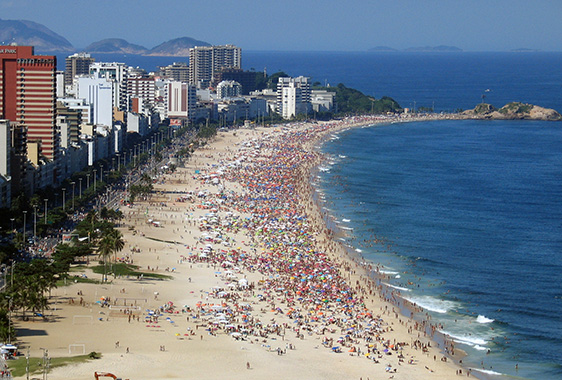
La spiaggia di Ipanema

La più diffusa versione sull'origine della canzone è quella che vuole che Vinícius de Moraes e il compositore Antônio Carlos Jobim furono ispirati da una giovane quindicenne che passava quotidianamente, nel suo tragitto tra casa e scuola, davanti al Veloso, un locale di Rio de Janeiro sul litorale di Ipanema.
Moraes decise quindi di dedicarle una composizione in versi, quasi a simboleggiare un inno alla bellezza femminile brasiliana.
La canzone non fu composta sui tavolini del bar, come viene spesso narrato. Tom Jobin compose la musica nella sua nuova casa a Ipanema, in Rua Barão da Torre, e il testo definitivo fu scritto da Vinícius probabilmente a Petrópolis, vicino a Rio.
Inizialmente aveva un titolo, Meninha que passa (Ragazza che passa), e un testo diverso e doveva far parte di una commedia musicale, Dirigível, che non fu mai realizzata. Secondo alcune fonti la canzone risalirebbe addirittura al periodo in cui fu composta anche Chega de saudade, sei anni prima. In realtà Garota de Ipanema fa parte dell'ultimo gruppo di canzoni che i due grandi autori realizzarono insieme nel 1962, ultimo sussulto di un lunghissimo e proficuo sodalizio. Allo stesso gruppo di canzoni appartiene anche Ela é Carioca, i cui versi sono dedicati alle stesse bellezze che i due ammiravano a Ipanema in quel periodo.
La "musa" di Jobim e de Moraes si chiamava Heloísa "Helô" Pinto, successivamente sposata Pinheiro.
Essa abitava poco distante dal Veloso, al 22 di Rua Montenegro. I due la videro effettivamente spesso nell'inverno del 1962, anche perché Helô, che all'epoca aveva 15 o 16 anni, era cliente dello stesso bar, dove si recava per comperare le sigarette alla madre. La ragazza era effettivamente alta e, all'epoca, mora, con gli occhi azzurri, abbronzata e verosimilmente molto bella. Forse non ispirò direttamente la canzone, che probabilmente era già stata in parte scritta, ma sicuramente divenne, nell'immaginario di de Moraes, il perfetto esempio della bellezza brasiliana descritta nei suoi versi.
Vinícius de Moraes rese nota la storia solo nel 1965 in Revelação: a verdadeira Garota de Ipanema quando Garota era diventata un successo nazionale e internazionale ed era la canzone brasiliana più famosa al mondo.
(Vinícius de Moraes, Revelação: a verdadeira Garota de Ipanema, 1965)
Garota de Ipanema fu presentata per la prima volta al pubblico nell'agosto del 1962 in occasione della prima esibizione pubblica di Vinícius de Moraes come cantante, durante lo spettacolo Encontro nel ristorante Au Bon Gourmet di Copacabana, insieme con Antônio Carlos Jobim e João Gilberto, in pratica coloro che erano già considerati l'essenza della bossa nova. Durante lo stesso storico spettacolo, che fu replicato per sei settimane, Vinícius e i suoi compagni presentarono alcune nuove canzoni che sarebbero diventate dei classici del genere come Só danço samba, di Tom e Vinícius, Samba do avião di Tom, Samba da benção e O astronauta di Baden Powell e Vinícius. L'ultima canzone in programma, sin dalla prima sera, fu Garota de Ipanema, che veniva presentata con un siparietto che divenne celebre:

### Il successo
Garota de Ipanema fu incisa diverse volte da artisti brasiliani già nel 1962. I primi ad avere questo onore furono Pery Ribeiro e il Tamba Trio i cui dischi uscirono, contemporaneamente, per le due maggiori etichette brasiliane, rispettivamente la Odeon e la Philips.
Il debutto internazionale avvenne nel primo disco solista americano di Jobim, registrato a New York nel maggio del 1963 e pubblicato dalla Verve Records di Creed Taylor lo stesso anno con il titolo The Composer of Desafinado, Plays. Il disco presentava versioni strumentali delle maggiori composizioni del musicista brasiliano arrangiate da Claus Ogerman. Garota comparve per la prima volta con il suo titolo inglese, The Girl from Ipanema, nonostante il nuovo testo di Norman Gimbel, ovviamente, non potesse essere ascoltato.
In realtà, la versione più celebre di The Girl from Ipanema era già stata incisa due mesi prima, nel marzo del 1963, durante le sessions di Getz/Gilberto. Creed Taylor tenne nel cassetto le registrazioni del celebre disco di Stan Getz e João Gilberto fino alla fine dell'anno, per pubblicarlo solo nei primi mesi del 1964. Il produttore era indeciso su come utilizzare quel materiale. Nel corso del 1963 la Verve aveva già pubblicato diversi dischi di bossa nova e di jazz samba (oltre al disco di Antônio Carlos Jobim era uscito anche Jazz Samba Encore! sempre di Getz con Luiz Bonfá), ma anche le altre label avevano prodotto i loro dischi brasiliani e, comunque, la moda per il jazz contaminato dai ritmi brasiliani sembrava essere già passata. Taylor non voleva "bruciare" il disco facendolo uscire come una cosa "per intenditori". Attese quindi diversi mesi e poi, probabilmente con un po' di sofferenza, ma certo delle possibilità commerciali dell'operazione, decise di tagliare la parte vocale di João Gilberto dalla lunga versione di The Girl from Ipanema incisa, lasciando solo quella in inglese della moglie Astrud. La versione corta, attribuita a Stan Getz e alla sola Astrud, fu pubblicata su 45 giri insieme con Corcovado (anch'essa cantata in inglese da Astrud); la versione lunga fu invece pubblicata sul long playing.
Il successo, sia del singolo sia dell'album, fu clamoroso. Getz/Gilberto rimase 96 settimane nella classifica di Billboard e raggiunse la posizione nº 2 preceduto solo dai Beatles. Il singolo The Girl from Ipanema arrivò al 5º posto della classifica a metà del 1964. Oltre a vari premi per l'album, il singolo vinse il Grammy Award nel 1965 (premi per le produzioni del 1964) come Record of the Year. Nel 1999 fu inserito nella Grammy Hall of Fame. Astrud Gilberto cominciò così una fortunata carriera di cantante, superiore anche a quella dell'ex-marito João, e assunse il ruolo della "ragazza di Ipanema" nell'immaginario del pubblico statunitense anche a discapito di Helô Pinheiro, che però si trovava in Brasile e la cui identità non era ancora stata rivelata.
Un altro tassello della storia della canzone è legata al Veloso di Ipanema. Fu in quel bar che, nel 1966, Antônio Carlos Jobim ricevette la telefonata di Frank Sinatra che gli chiedeva di fare un disco con lui. The Girl from Ipanema, cantata in inglese da "The Voice" e in portoghese da Jobim, fu la canzone di apertura dell'album Francis Albert Sinatra & Antonio Carlos Jobim, sempre con l'arrangiamento di Claus Ogerman, pubblicato dalla Reprise nel 1967.
Sempre nel 1967, ispirato alla canzone, fu realizzato in Brasile il film Garota de Ipanema, di cui si persero subito le tracce, diretto da Leon Hirszman e nel quale il ruolo della garota fu interpretato da Márcia Rodrigues. Alla realizzazione della colonna sonora, pubblicata dalla Philips brasiliana, parteciparono, oltre a Tom Jobim (anche come arrangiatore insieme con Eumir Deodato) e a Vinícius de Moraes, alcuni degli artisti più in voga del momento, tra i quali Elis Regina, Chico Buarque, Nara Leão, il Tamba Trio, Baden Powell, il Quarteto em Cy e i MPB-4.

#### Classifiche
| Paese                           | Posizione |
| ------------------------------- | --------- |
| Canada                          | 5         |
| Nuova Zelanda                   | 8         |
| UK                              | 29        |
| US Billboard Hot 100            | 5         |
| US Billboard Adult Contemporary | 1         |
| US Cash Box Top 100             | 5         |

### Gli altri interpreti
Garota de Ipanema fu incisa circa 40 volte tra il Brasile e gli Stati Uniti nel biennio 1963-1964. Dopo il successo della versione di Astrud Gilberto, la canzone divenne uno standard del jazz e uno dei brani più interpretati al mondo.
Nel 1965 fu inciso in lingua italiana da Caterina Valente per la Decca. La cantante, che aveva già realizzato Desafinado e Samba di una nota, incise comunque il pezzo in altre tre o quattro lingue come suo costume. Il testo italiano di La ragazza di Ipanema era di Giorgio Calabrese e, a dispetto del titolo coerente con l'originale, parlava di un "ragazzo di Ipanema" conteso da una turma di ragazze.
La prima incisione italiana del brano è dovuta però a Bruno Martino che la incise anche lui nel 1965 come lato B del 45 giri di E la chiamano estate, includendola poi nell'album Dedicato a te, sempre nella versione di Giorgio Calabrese, ma questa volta con il testo correttamente al femminile. Martino aveva probabilmente sentito la canzone non nella versione inglese di Astrud Gilberto, ma in quella portoghese di João, alla Bussola di Viareggio nell'estate del 1964. Gilberto infatti si esibì per alcune settimane nella piccola sala del Bussolotto, al piano superiore del celebre locale toscano, con una formazione eccezionale che comprendeva João Donato e la sezione ritmica reduce dalla registrazione di Getz/Gilberto cioè Milton Banana e Sebastião Neto. Lo stesso Gilberto in seguito incise Estate di Martino, avendola probabilmente ascoltata a Viareggio. Musicalmente la versione incisa da Bruno Martino risente l'influenza di quella, strumentale, incisa da Antônio Carlos Jobim nel 1963, essendo basata tutta sui leggeri accenti del pianoforte, sulla sezione di archi, ma con una ritmica ancor più bossa nova rispetto a quella di Jobim. Nel 1978 anche Raffaella Carrà cantò la canzone nella versione inglese, durante un'esibizione nel programma del canale nazionale "Ma che sera".
Interpretazioni celebri di Garota de Ipanema, ma soprattutto di The Girl from Ipanema, furono realizzate, sin dagli anni sessanta, da Ella Fitzgerald, Nat King Cole, Erroll Garner, Peggy Lee. Anche tantissimi jazzisti interpretarono il brano, tra essi il sassofonista free jazz Archie Shepp che ne incise una versione free nel suo Fire Music del 1965 (tra l'altro proprio per la Impulse! Records fondata da Creed Taylor). In seguito anche artisti come Mel Tormé fino a Diana Krall realizzarono le loro versioni della canzone, sempre sulla falsariga di quella di Frank Sinatra più che su quella di Stan Getz e dei coniugi Gilberto. Amy Winehouse ha inciso una sua versione di "The Girl from Ipanema" contenuta nel suo album postumo Lioness: Hidden Treasures.
Anche per la versione in spagnolo, "La muchacha de Ipanema" o "La chica de Ipanema", si sono cimentati vari artisti tra i quali Los Tres Sudamericanos, Gloria Lasso, Los Hermanos Castro, Eugenia Leon, Monna Bell y Jarabe de Palo.
Praticamente tutti i cantanti brasiliani hanno inciso una loro versione di Garota, compresi quelli più lontani dalla bossa nova e quelli più impegnati, come i tropicalisti Caetano Veloso e Gal Costa. Immancabile, e riuscitissima, quella di Elis Regina al festival di Montreux nel 1979.
Nel 2022 la francese Jo Canta ha inciso la versione italiana (al maschile) dal titolo Il ragazzo d'Ipanema, traccia n. 2 del cd Cheek to cheek (Green Parrot, CD2021-1/1).

### Helô Pinheiro

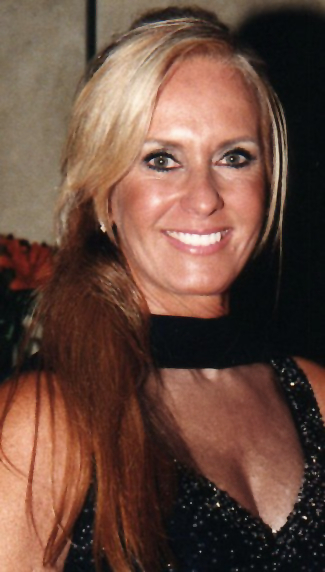
Helôísa Pinheiro

Dopo che, grazie alla rivelazione di Vinícius de Moraes, si scoprì l'identità della vera "garota de Ipanema", i cronisti di Rio si misero alla ricerca della misteriosa ragazza. Heloísa (che in seguito, dopo sposata, si farà conoscere come Helô Pinheiro) del tutto ignara della cosa, era in procinto di sposarsi con un rampollo di una famiglia borghese. La famiglia e il marito si opposero a ogni tentativo di sfruttamento dell'immagine della bella ragazza. Le fu consentito solo di posare per qualche fotografia e incontrò personalmente Vinícius de Moraes proprio al Veloso. Le fu offerta ogni sorta di apparizione pubblica nel ruolo della "ragazza di Ipanema"; sembrava infatti perfetta per interpretare il film, ispirato alla canzone, che uscì nel 1967, ma anche in questo la cosa non andò in porto. Ebbe l'onore di avere come testimoni di nozze Antônio Carlos Jobim e sua moglie Theresa. Presto il pubblico e la stampa finirono per disinteressarsi di lei. Si dovettero aspettare vent'anni per risentir parlare di Helô, quando l'ormai quarantaduenne garota comparve nel numero di maggio del 1987 della versione brasiliana di Playboy. In seguito Helô cominciò a sfruttare la sua storia di ispiratrice della canzone, partecipando a eventi commemorativi, apparendo in televisione e sfruttando il marchio Garota de Ipanema nel campo della moda. Nel 2001 gli eredi degli autori de Moraes e Jobim citarono Helô Pinheiro con l'ipotesi di sfruttamento indebito del marchio. In sua difesa si schierò però gran parte dell'opinione pubblica e della stampa brasiliana. In effetti lei era stata inconsapevolmente sfruttata dai due compositori, quindi, secondo l'opinione espressa dai suoi difensori, aveva tutti i diritti di definirsi la vera "garota de Ipanema".
Il successo di Garota de Ipanema segnò anche un cambiamento nello stereotipato modo con cui si guardava al Brasile. Fino alla fine degli anni cinquanta, la spiaggia simbolo di Rio de Janeiro e del Brasile, il luogo dove si svolgeva la vita notturna, dove erano ambientate tutte le commedie hollywoodiane, era Copacabana. Con la bossa nova il baricentro dell'attenzione e dell'attività culturale brasiliana si spostò a Ipanema, che divenne punto di attrazione anche per i turisti stranieri. Garota de Ipanema, tra il 1962 e il 1964, sancì definitivamente questo cambiamento. Il simbolo della bellezza brasiliana, del "mare, sole, amore" era una carioca di Ipanema, e prendeva il posto di Carmen Miranda che rimase una sorta di "ragazza di Copacabana".
Oggi Rua Montenegro è stata dedicata all'autore della canzone ed è Rua Vinicius de Moraes. Il Veloso è diventato il bar Garota de Ipanema. In Rua Vinicius de Moraes, vicino all'ex-Veloso, ha sede il centro culturale Espaço Cultural Toca do Vinicius interamente dedicato a de Moraes e alla bossa nova.

## La canzone

### Testo e traduzione
(Garota de Ipanema, testo di Vinícius de Moraes)
La versione in inglese di Norman Gimbel racconta una storia diversa e più sentimentale, oltre a essere ritmicamente abbastanza diversa dall'originale portoghese:
(The Girl from Ipanema, testo di Norman Gimbel)
Il testo della versione italiana di Giorgio Calabrese, scritta nel 1964, sembra essere ispirata più a quella di Gimbel che a quella di Vinícius, come si evince dall'esclamazione "ah!" al termine della strofa.
((La) Ragazza di Ipanema, testo di Giorgio Calabrese)

### Accordi
| A | FMaj7  | FMaj7  | G13  | G13  | G-7  | F#7(#11) | FMaj7 | F#7(#11) |
| A | FMaj7  | FMaj7  | G13  | G13  | G-7  | F#7(b5)  | FMaj7 | FMaj7    |
| B | F#Maj7 | F#Maj7 | B7/9 | B7/9 | F#-7 | F#-7     | D7/9  | D7/9     |
|   | G-7    | G-7    | Eb7  | Eb7  | A-7  | D7#9#11  | G-7   | C7b9#11  |
| A | FMaj7  | FMaj7  | G13  | G13  | G-7  | F#7(#11) | FMaj7 | F#7(#11) |

## Discografia
- Pery Ribeiro - Pery é todo bossa (LP Odeon, 1963)
- Tamba Trio - Avanço (LP Philips, 1963)
- Antônio Carlos Jobim - The Composer of Desafinado, Plays (LP Verve Records, 1963)
- Stan Getz, Astrud Gilberto - The Girl from Ipanema / Corcovado (singolo Verve records, 1964)
- Stan Getz, João Gilberto - Getz/Gilberto (LP Verve Records, 1964)
- Nat King Cole - L-O-V-E (LP Capitol, 1965)
- Stan Getz, João Gilberto - Getz/Gilberto #2 (LP Verve Records, 1965)
- Frank Sinatra, Antônio Carlos Jobim - Francis Albert Sinatra & Antonio Carlos Jobim (LP Reprise Records, 1967)
- AA.VV. - Garôta de Ipanema - Trilha sonora do filme (LP Philips, 1967)